# Granholmen, Ekerö kommun

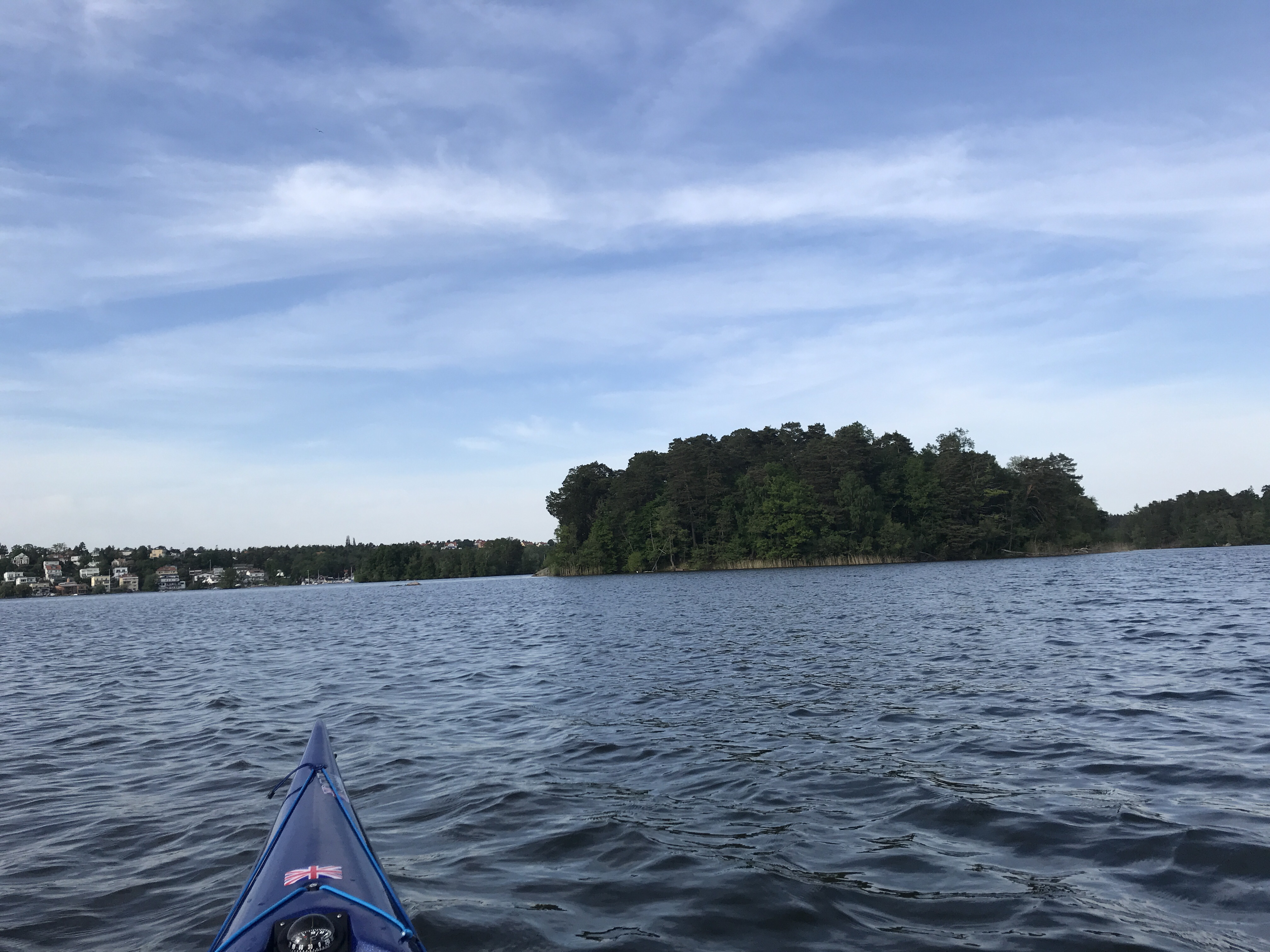

Granholmen är en mycket liten ö i Mälaren, som ligger söder om Brommalandet. Ön ligger norr om Björnholmen och mellan Tallholmen och Krankholmen. Väster om Krankholmen ligger Kärsön. Ön Granholmen är obebodd och tillhör Ekerö kommun.
En litet större ö, Fågelön, ligger söder om de tre småöarna Krankholmen, Granholmen och Tallholmen och Björnholmen ligger strax söder om Tallholmen.